# ナムソン川
ナムソン川（ナムソンがわ）は、ラオスのヴァンヴィエンの町の中を流れる小さな川である。

## 概要
ナムソン川は背後の石灰質の山とともにヴァンヴィエンの景観を形成しており、風光明媚であり1990年代以降は海外からも多くの観光客が訪れる。川ではチューブによる川下り（チュービング）やカヤッキングが観光客に人気であり、多くのツアーが催行されている。ヴァンヴィエンの中心部では川は二本に分かれ中州があり、美しい風景が眼前に広がるバーが数軒あり、ハンモックが吊るされている。カヤッキング・ツアーやチュービングは地元の旅行会社によって行われ、多くの外国人でにぎわいを見せる。